# 魚すき
魚すき・魚鋤（うおすき）は、魚を用いたすき焼きで、沖すきともいう。大坂で発達した料理で、瀬戸内海の新鮮で豊富な魚介を鉄鍋で炊きながらすき焼きにする。魚肉を薄く切った剥き身を使う現代のすき焼きの祖の一つ。幕末の1864年(元治元年)に大坂の丸万が創作したとする説がある。
魚すきは魚介類（ブリ・タイ・サヨリ・ハモ・サワラ・イカ・ハマグリ・エビなど）とともに、白菜・春菊・ネギ・ホウレンソウ・椎茸・タケノコ・ダイコン・ニンジン・焼き豆腐・シラタキ・ミツバ・麩・湯葉などを入れ、醤油・砂糖・味醂・酒で薄味に調味して、よく煮込み、溶き卵をつけて食べる。
大坂で牛肉のすき焼きが登場するまですき焼きと呼ばれていた海魚のすき焼き。現代の牛肉のすき焼きと同様に割下を作らず、淡口醤油と砂糖を別の入れ物に入れ、客が自由に自分の口に合うように煮ていた。名代は戎橋の丸万で、この家の特製のだしは全国的に知られていた。
魚すきの老舗は大阪市に丸萬本家(前述の丸万)が残っており、明治当時の店舗の画には元祖海魚すきやきの文字が残っている。
島根県や高知県などでは、同種の鍋料理を「煮食い」「いり焼き」「へか焼き」などと呼ぶ。

## 類似する料理
- しっぽく鍋 - 大阪風の寄せ鍋。魚を一度焼いてから用いるのが特徴。
- 魚のじふ - ソウダガツオ・サバ・カツオ・マグロなどを用い、尾鷲市など三重県東紀州地方で賞味される郷土料理[4]。